# 18 and Life
18 and Life is een nummer van de Amerikaanse heavy metalband Skid Row uit 1989. Het is de tweede single van hun titelloze debuutalbum.
Skid Row-gitarist Dave Sabo kreeg de inspiratie voor het nummer na het zien van een krantenartikel over een 18-jarige jongen genaamd Ricky, die tot een levenslange gevangenisstraf werd veroordeeld. Dit omdat deze Ricky een andere tiener doodschoot met een pistool waarvan hij dacht dat het niet geladen was. "18 and Life" werd vooral in Noord-Amerika een hit. Het haalde de 4e positie in de Amerikaanse Billboard Hot 100. In het Nederlandse taalgebied wist het nummer geen hitlijsten te bereiken.